# جایزه انجمن منتقدان فیلم سنت لوئیس برای بهترین بازیگر مرد

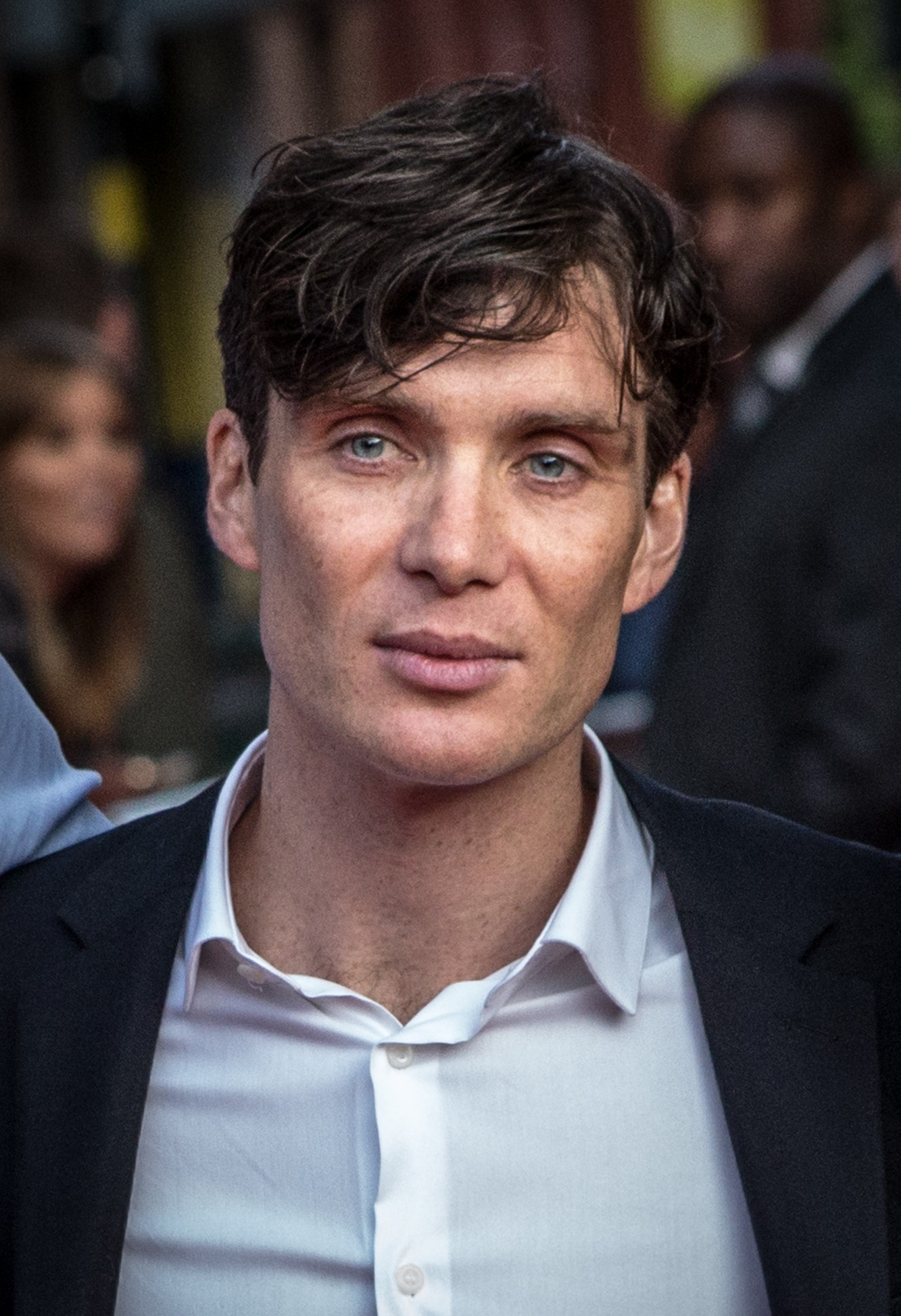
کیلین مورفی سال ۲۰۱۴ از نامزدان این جشنواره

جایزه انجمن منتقدان فیلم سنت لوئیس برای بهترین بازیگر مرد (به انگلیسی: St. Louis Gateway Film Critics Association Award for Best Actor) یکی از جوایز سالانه است که توسط انجمن منتقدان فیلم سنت لوئیس اهدا می‌شود.

## برندگان

### دهه ۲۰۰۰
| سال  | دریافت‌کننده   | فیلم                  | نقش          |
| ---- | ------------- | --------------------- | ------------ |
| ۲۰۰۴ | جیمی فاکس     | ری                    | ری چارلز     |
| ۲۰۰۵ | هیث لجر       | کوهستان بروکبک        | انیس دل مار  |
| ۲۰۰۶ | فارست ویتاکر  | آخرین پادشاه اسکاتلند | عیدی امین    |
| ۲۰۰۷ | دنیل دی-لوئیس | خون به پا خواهد شد    | دنیل پلینویو |
| ۲۰۰۸ | شان پن        | میلک                  | هاروی میلک   |
| ۲۰۰۹ | جرج کلونی     | بالا در آسمان         | رایان بینگام |

### دهه ۲۰۱۰
| سال  | دریافت‌کننده       | فیلم               | نقش            |
| ---- | ----------------- | ------------------ | -------------- |
| ۲۰۱۰ | کالین فرث         | سخنرانی پادشاه     | جرج ششم        |
| ۲۰۱۱ | جرج کلونی         | زادگان             | مت کینگ        |
| ۲۰۱۲ | دنیل دی-لوئیس     | لینکلن             | آبراهام لینکلن |
| ۲۰۱۳ | چیویتل اجیوفور    | ۱۲ سال بردگی       | سالومون نورثاپ |
| ۲۰۱۴ | جیک جیلنهال       | شبگرد              | لو بلوم        |
| ۲۰۱۵ | لئوناردو دی‌کاپریو | بازگشته            | هیو گلاس       |
| ۲۰۱۶ | کیسی افلک         | منچستر بای د سی    | لی چندلر       |
| ۲۰۱۷ | گری اولدمن        | تاریک‌ترین لحظات    | وینستون چرچیل  |
| ۲۰۱۸ | ایثن هاک          | نخستین اصلاح‌شده    | ارنست تولر     |
| ۲۰۱۹ | آدام سندلر        | جواهرات تراش‌نخورده | هووارد رتنر    |

### دهه ۲۰۲۰
| سال  | دریافت‌کننده  | فیلم             | نقش      |
| ---- | ------------ | ---------------- | -------- |
| ۲۰۲۰ | چادویک بوزمن | بلک باتم ما رینی | لوی گرین |